# Northallerton
Northallerton é uma cidade do distrito de Hambleton, no Condado de North Yorkshire, na Inglaterra. Sua população é de 16.829 habitantes (2015). Northallerton foi registrada no Domesday Book de 1086 como Alreton/Aluerton/Aluertone/Aluretune.